# Elpis (liturgiste)
Pour les articles homonymes, voir Elpis.
Elpis est une femme sicilienne de la fin du Ve et du début du VIe siècle à qui l'on attribue deux hymnes aux apôtres Pierre et Paul, Aurea luce et decore roseo et Felix per omnes festum mundi cardines. La tradition en fait la fille du sénateur Faustus et la première épouse du philosophe Boèce, avant Rusticiana qui est citée dans la Consolation de la philosophie. Son mariage avec Boèce a été rejeté comme fantaisiste et il est probable que les deux textes soient en réalité l'œuvre de Paulin d'Aquilée, au VIIIe siècle.